# Legyesbénye
Legyesbénye è un comune dell'Ungheria di 1.684 abitanti (dati 2001) . È situato nella contea di Borsod-Abaúj-Zemplén.